# ТВ-5
TV5 — бывшая запорожская телерадиокомпания. Была создана 9 октября 1992 года, 2 января 1994 в эфир впервые вышли передачи ЗНТРК «ТВ-5». Совокупная аудитория телеканала составляла более 2,5 миллионов человек. В 2012 году телекомпания получила статус регионального вещателя. В 2014—2015 годах было осуществлено техническое переоснащение и произведён переход на полную цифровую современную систему телепроизводства. В 2015 году на телекомпании был произведен ребрендинг, название телеканала — TV5. В состав ЗНТРК «ТВ-5» входят телеканал TV5 и «ТВ-5 Спорт». Генеральный директор ЗНТРК «ТВ-5» — Максим Оноприенко.

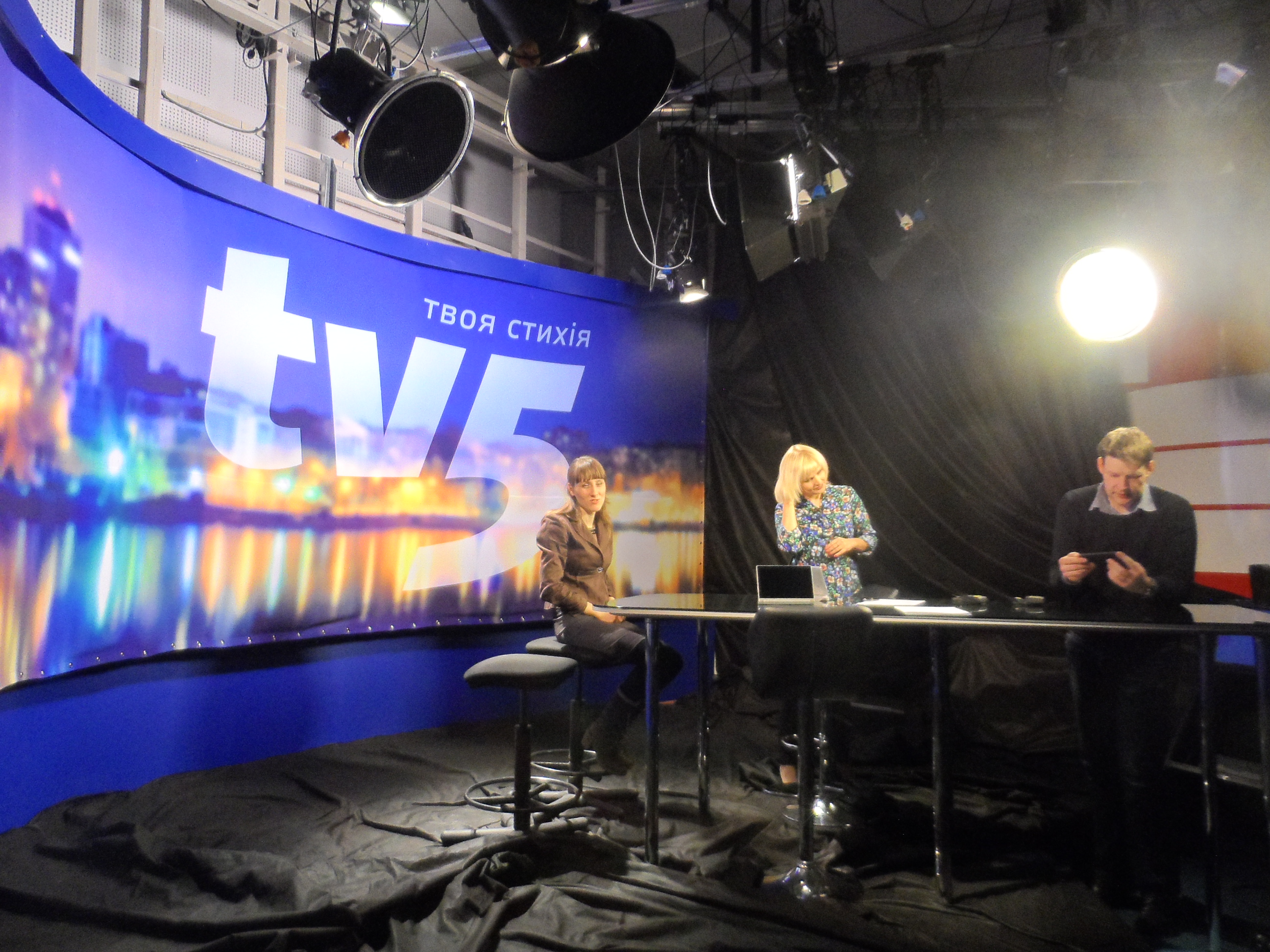
Студия новостей TV5 (общий план)

## История
В 2011 году Запорожская независимая телерадиокомпания «ТВ-5» получила лицензию на цифровое вещание в городах Запорожье, Бердянске, Мелитополе, Орехове, Камыш-Заре.
ЗНТРК «ТВ-5» в 2012 году получила статус регионального вещателя. Располагала тремя лицензиями на вещание в регионе и в настоящий момент ведет вещание на семи аналоговых каналах и 5 цифровых каналах:
В 2015 году было проведено переоснащение телекомпании, а также смена визуального оформления.
27 августа 2015 года рекордное «Утро с TV5» вошло в список национальных достижений в разделе «Марафоны» — как самое продолжительное утреннее ТВ-шоу в прямом эфире. Ведущие провели 26 часов в прямом эфире.
12 ноября 2015 года телеканал TV5 вошёл в список номинантов премии «Телетриумф» в четырёх категориях. Неонила Антонова и её программа «Иду на Ты» была представлена сразу в двух номинациях «Телетриумфа» — как ведущая программы любого формата в регионах и как программа любого формата в регионах. 2 декабря в двух категориях премии «Телетриумф» сотрудники TV5 получили золотые статуэтки.
Программа «Тиждень підсумки», которую ведут Андрей Богданович и Елена Зайцева, была удостоена звания лучшей региональной информационной программы.
Евгения Мельник — автор и репортер спецпроекта TV5 «Донбасс сегодня» — стала лучшим региональным репортером 2014—2015 годов.
В 2016 году телекомпания TV5 запустила собственное производство документальных фильмов под общим названием «Легенды». Первым фильмом цикла стал фильм «Легенды. ФКМЗ» о футбольном клубе «Металлург» Запорожье. Премьера состоялась 25 марта. Второй фильм «Легенды. Дом малютки. Последняя колыбельная» посвящён трагическим событиям в Доме малютки в Запорожье во времена Голодомора 1930-х годов, где голодной смертью погибли около 800 детей. Премьера фильма состоялась 8 апреля.

## Технические характеристики
TV5 аналоговое вещание:
Запорожье — 8 ТВК
Бердянск — 59 ТВК,
Черниговка — 38 ТВК,
Мелитополь — 58 ТВК,
Пологи — 24 ТВК,
пгт — Камыш-Заря — 42 ТВК.
В цифровом формате (стандарт вещания DVB-T2 (MPEG-4):
TV5 — Запорожье, Бердянск, Мелитополь, пгт Камыш-Заря, Орехов и прилегающие территории.

## Программы канала
- Разговор
- Утро с TV5
- День. Тема
- День. Новости
- День. Итоги
- Неделя. Итоги
- Давайте разберемся
- Планшет
- Погода
- Сказка Домовуши
- Хроника происшествий
- Социальный патруль
- Иду на Ты
- Территория возможностей
- Линия успеха
- Неделя. Спорт
- Донбасс сегодня
- Паутина
- Ваше здоровье
- Пятое колесо
- Домострой
- Хочу в отпуск
- ВелоТревел

## Ранее выходившие программы канала
- «Карт-бланш» (1994—1997)
- «КИНО+» (Закрыта в связи со смертью ведущего Вадима Соловьяна 13 сентября 2005 года).
- «Хорошее настроение»
- «Штемпель-шоу»
- «Анекдот-ассорти»
- Дорогая

## Ведущие
Максим Оноприенко, Наталия Зайченко, Андрей Богданович, Елена Зайцева, Алена Матвеева, Игорь Белышев, Владислав Слободян, Анна Редько, Юрий Юрченко, Татьяна Ищук, Никита Сердюков, Дмитрий Шендрик, Дмитрий Великанов, Светлана Холод, Вячеслав Чумаков, Анна Белышева, Павел Васильев, Неонила Антонова, Ирина Сердюкова, Евгения Мельник, Руслан Левицкий, Елена Назаренко, Екатерина Мусиенко, Марина Зеленская, Оксана Тихонова.

## Награды
| Год              | Награда, достижение |
| ---------------- | --- |
| 1998             | Диплом Конкурса региональных средств массовой информации Украины «Золота хвиля» — программы «Новости ТВ-5», «Сказка Домовуши», «Неделя», «Поздравляем», «Кино плюс», «Неделя-спорт», «Ассорти», «Дело о крестном отце». |
| 1999             | Звание «Лучшая региональная телекомпания Украины» и диплом "Обладатель титула «Всенародне визнання» на Международном фестивале журналистики «Вера. Надежда. Любовь». |
| 2001             | Диплом, статуэтку «Истина» и звание «Руководитель года» на Международном фестивале журналистики «Вера. Надежда. Любовь» получил генеральный директор Н. А. Ефимов. |
| 2002 и 2003 годы | Дипломы номинанта Всеукраинского телеконкурса «Телетриумф» — шоу-программа «Кино плюс». |
| 2004             | Диплом и первое место на Втором Международном фестивале спортивных журналистов «Олимп 2004» — программа «Яков Пункин — через войну к Олимпийскому золоту». Диплом и специальный приз «За удачное использование архивных материалов» на Международном конкурсе программ региональных телерадиокомпаний «Украина единая». |
| 2005             | Диплом победителя в категории «Телекомпания года — городские ТК» на Международном фестивале журналистики «Вера, Надежда, Любовь». |
| 2006             | Диплом победителя в номинации «Телепрограмма года» на Международном фестивале журналистики «Вера, Надежда, Любовь» — телепрограмма «Новости ТВ-5». Телекомпании «ТВ-5» присвоено звание «Лидер отрасли» с вручением Памятного знака и Диплома победителя в Национальном бизнес-рейтинге в номинации «Деятельность в сфере радиовещания и телевидения». |
| 2008             | Золотая медаль Всеукраинского фонда Содействия международному общению «Украинское народное посольство» за высокий профессионализм и формирование позитивного имиджа Украины. Гран-при и бронзовая статуэтка святого Георгия по итогам IX Международного конкурса фильмов и телепрограмм на правовую и правоохранительную тематику «Золотой Георгий». Первое место на Всеукраинском фестивале фильмов, радио- и телепрограмм для детей и юношества «Золоте курча» в номинации «Программа для детей среднего возраста» — детская программа «Сказка Домовуши». Первое место по итогам Международного фестиваля-тренинга производителей детских программ и фильмов «Будем вместе» в номинации «Программа для малышей» — детская программа «Сказка Домовуши». |
| 2009             | Гран-при по итогам Международного фестиваля-тренинга производителей детских программ и фильмов «Будем вместе» в номинации «Программа для малышей» — детская программа «Сказка Домовуши». |
| 2012             | Номинант (номинация: «Программа для детей») Национальной телевизионной премии «Телетриумф-2012». Спортивная редакция «ТВ-5» признана лучшей спортивной редакцией украинского телевидения. |
| 2013             | Лауреат Всеукраинского фестиваля детских теле- и радиопрограмм «Золоте курча» в номинации «Лучшая детская развлекательно-познавательная программа». |
| 2015             | Две золотых статуэтки премии «Телетриумф» Диплом национального рекордсмена Украины в категории «Марафоны». |